# Kvisjötjärnen
Kvisjötjärnen är en sjö i Ockelbo kommun i Gästrikland och ingår i Testeboåns huvudavrinningsområde. Sjön har en area på 0,0573 kvadratkilometer och ligger 221,9 meter över havet.

## Delavrinningsområde
Kvisjötjärnen ingår i det delavrinningsområde (676067-153022) som SMHI kallar för Mynnar i Kölsjöån. Medelhöjden är 228 meter över havet och ytan är 6,43 kvadratkilometer. Det finns inga avrinningsområden uppströms utan avrinningsområdet är högsta punkten. Vattendraget som avvattnar avrinningsområdet har biflödesordning 3, vilket innebär att vattnet flödar genom totalt 3 vattendrag innan det når havet efter 72 kilometer. Avrinningsområdet består mestadels av skog (65 procent) och sankmarker (15 procent). Avrinningsområdet har 0,92 kvadratkilometer vattenytor vilket ger det en sjöprocent på 14,3 procent.